# 欧瑞香
欧瑞香（学名：Thymelaea passerina）是瑞香科欧瑞香属的植物。分布在亚洲、欧洲中部和南部以及中国大陆的新疆等地，生长于海拔400米至1,000米的地区，一般生于盐碱地的山坡、牧场、农田附近和干涸河床。